# Pompea Magna
Pompea Magna (Roma, 76 a.C./68 a.C. – Roma, 35 a.C.) è stata una nobildonna romana, membro della gens Pompeia come figlia del generale e triumviro Gneo Pompeo Magno e antenata della dinastia giulio-claudia come bisnonna di Giulia, unica figlia dell'imperatore Augusto.

## Biografia
Pompea nacque a Roma fra il 76 a.C. e il 68 a.C. Era la secondogenita e unica figlia del generale Pompeo Magno e della sua terza moglie, Mucia Terzia. Aveva due fratelli, Gneo Pompeo e Sesto Pompeo. I suoi genitori divorziarono nel 61 a.C.
Nel 59 a.C., suo padre, appena risposato con Giulia, figlia di Gaio Giulio Cesare, la promise in sposa a Servilio Cepione, ma il fidanzamento fu sciolto poco dopo e Pompea sposò invece Fausto Cornelio Silla, uno dei figli dell'ex dittatore Silla. Ebbero due figli e una figlia. Nel 47 a.C. Fausto rimase ucciso combattendo in Africa contro Cesare, mentre i loro due figli, catturati, furono perdonati e rimandati a Roma dalla madre.
Nel 46 a.C. Pompea si risposò con Lucio Cornelio Cinna, console nel 32 a.C. Ebbero un figlio e una figlia.
Dopo la sconfitta e la morte di suo padre, Pompea fuggì in Sicilia col fratello Sesto, ultimo avversario prima di Cesare e poi di Ottaviano (il futuro imperatore Augusto). In Sicilia, Pompea conobbe Livia Drusilla, futura moglie di Ottaviano, e suo figlio Tiberio, futuro imperatore, fuggita lì col marito per sfuggire alle proscrizioni di Marco Antonio. Secondo Svetonio, Pompea donò a Tiberio una spilla d'oro e un mantello, che furono esposti a Baia dopo la morte di Tiberio.
Pompea morì nel 35 a.C. o poco prima, precedendo suo fratello Sesto.

## Discendenza
Dal suo primo marito, Fausto Cornelio Silla, Pompea ebbe due figli e due figlie:
- Fausto Cornelio Silla.
- Lucio Cornelio Silla Enobarbo.
- Cornelia Silla, che sposò Lucio Scribone Libone, pretore nell'80 a.C., e fu la madre di Scribonia, seconda moglie di Ottaviano e madre della sua unica figlia, Giulia. Questo fa di Pompea un'antenata della dinastia giulio-claudia. Ebbe anche due figli maschi, Lucio e Marco, in seguito adottato nella gens Livia.
- Cornelia Magna, che sposò Quinto Emilio Lepido.

Dal suo secondo marito, Lucio Cornelio Cinna, ebbe un figlio:
- Gneo Cornelio Cinna Magno.